# Reince Priebus
Reinhold Richard "Reince" Priebus (født 18. marts 1972) er en amerikansk advokat, som i 2016 blev udnævnt til stabschef for Det Hvide Hus af Donald Trump og tiltrådte den 20. januar 2017. Tidligere blev han den 14. januar 2011 valgt som formand for Republicans National Committee, der er hovedbestyrelsen for Det Republikanske parti, hvor han sad indtil 2017. Fyret som stabschef og erstattet med John F. Kelly af Donald Trump den 28. juli 2017 efter længere tids pres via Twitter fra præsidenten selv, der ønskede, at Priebus sagde op.